# Gonodonta fulvangula
Gonodonta fulvangula är en fjärilsart som beskrevs av Charles Andreas Geyer 1832. Gonodonta fulvangula ingår i släktet Gonodonta och familjen nattflyn. Inga underarter finns listade i Catalogue of Life.